# Xã Lacrosse, Quận Izard, Arkansas
Xã Lacrosse (tiếng Anh: Lacrosse Township) là một xã thuộc quận Izard, tiểu bang Arkansas, Hoa Kỳ. Năm 2010, dân số của xã này là 323 người.